# گوسوو (باشقیرستان)
گوسوو (به لاتین: Gusevo) یک منطقهٔ مسکونی در روسیه است که در باشقیرستان واقع شده‌است.